# Бернард Анісіу Калдейра Дуарте
Бернард Анісіу Калдейра Дуарте (порт. Bernard Anício Caldeira Duarte, нар. 8 вересня 1992, Белу-Оризонті) — бразильський футболіст, півзахисник «Атлетіку Мінейру».

## Клубна кар'єра

### «Атлетіку Мінейру»
Бернард почав свою кар'єру в 2006 році у футбольній академії «Атлетіку Мінейру», причому двічі він був забракований через свій невисокий зріст. У 2010 році клуб віддає свого юніора в оренду в клуб «Демократа», який виступає в третьому дивізіоні, для отримання ігрової практики. Півзахисник показує феноменальну результативність забиваючи в 16 матчах 14 голів, після чого «Атлетіку» повертає півзахисника, який починаючи з сезону 2011 року стає основним футболістом клубу. 23 березня 2011 в матчі проти «Убераба», Бернард дебютує за «Атлетіку Мінейру». 21 травня в поєдинку проти одноклубників з Куритиби півзахисник дебютує в чемпіонаті Бразилії з футболу. 26 червня 2012 у матчі проти «Наутіка», Бернард забив свій перший гол за клуб. 9 вересня в матчі проти «Палмейраса», він зробив дубль і допоміг своїй команді домогтися переконливої перемоги 3:0. У 2012 році в складі «Атлетіку», Бернард став чемпіоном Ліги Мінейро.
У середині 2013 року Бернард виграв Кубок Лібертадорес у складі «Атлетіку Мінейру», у фіналі була обіграна парагвайська «Олімпія». Бернард взяв участь у 11 з 14 матчів переможного турніру і відзначився 4 забитими голами, три з них він відправив у ворота «Арсеналу» з Саранді в гостьовому матчі групового етапу (5:2). Четвертий свій гол Бернард забив у другому півфінальному матчі у ворота «Ньюеллс Олд Бойз». «Атлетіку Мінейру» виграв із рахунком 2:0 і пройшов до фіналу Кубка Лібертадорес завдяки серії пенальті.

### «Шахтар» Донецьк
8 серпня 2013 року Бернард підписав контракт із донецьким «Шахтарем» на 5 років. Вартість трансферу склала 25 млн. євро. Бернард виступав за «Шахтар» під номером «10». Дебютував у матчі проти «Металіста», вийшовши на заміну на 71-й хвилині. А через 8 турів забив перший гол у ворота «Зорі». А також дебютував у Лізі чемпіонів у матчі проти «Реал Сосьєдаду».

### «Евертон»
9 серпня 2018 року підписав контракт із англійським клубом «Евертон» на 4 роки. 25 серпня дебютував за «ірисок», вийшовши на заміну на 85-й хвилині замість Тео Волкотта у виїзній грі проти «Борнмута». 30 березня 2019 року забив свій перший гол в АПЛ, вразивши ворота «Вест Гема» у грі, яка завершилася перемогою «Евертона» з рахунком 2:0. Загалом у сезоні 2018/19 вийшов на поле у 34 матчах чемпіонату та забив один гол. У сезоні 2019/20 забив три голи у 27 матчах АПЛ.
У сезоні 2020/21 став отримувати менше ігрового часу: взяв участь лише у 12 матчах АПЛ, у яких відзначився одним голом. Ще 6 разів виходив на поле у кубкових турнірах, де зумів забити двічі.

### «Шарджа»
22 липня 2021 року перейшов до еміратського клубу «Шарджа», підписавши контракт на 2 роки.

### «Панатінаїкос»
21 серпня 2022 року грецький клуб Суперліги «Панатінаїкос» оголосив про підписання Бернарда. Він дебютував 11 вересня у матчі чемпіонату проти АЕК (Афіни), вийшовши на заміну в другому таймі в переможній грі, яка закінчилася з рахунком 2:1.

## Виступи за збірну
11 вересня 2012 року наставник збірної Бразилії Мано Менезес, викликав Бернарда для участі в матчі проти збірної Аргентини, але на поле півзахисник так і не з'явився. 22 листопада в товариському поєдинку проти збірної Аргентини він дебютував у складі національної команди, замінивши на 74-й хвилині Лукаса.
Улітку 2013 року в складі національної команди Бернард взяв участь у домашньому Кубку Конфедерацій. На турнірі він зіграв у двох матчах і став володарем трофея.
| Дата       | Місто          | Господарі | Результат | Гості    | Турнір             | Голи | Примітки |
| ---------- | -------------- | --------- | --------- | -------- | ------------------ | ---- | -------- |
| 22-11-2012 | Буенос-Айрес   | Аргентина | 2 – 1     | Бразилія | товариський матч   | -    | 74'      |
| 2-6-2013   | Ріо-де-Жанейро | Бразилія  | 2 – 2     | Англія   | товариський матч   | -    | 84'      |
| 9-6-2013   | Порту-Алегрі   | Бразилія  | 3 – 0     | Франція  | товариський матч   | -    | 89'      |
| 26-6-2013  | Белу-Оризонті  | Бразилія  | 2 – 1     | Уругвай  | Кубок конфедерацій | -    | 67'      |
| 30-6-2013  | Ріо-де-Жанейро | Бразилія  | 3 – 0     | Іспанія  | Кубок конфедерацій | -    | 64'      |
| Усього     |                | Матчів    | 5         |          | Голів              | 0    |          |

## Досягнення

### Командні
«Атлетіко Мінейро»
- Чемпіон штату Мінас-Жирайс: 2012, 2013
- Переможець Кубок Лібертадорес: 2013

Бразилія
- Переможець Кубка конфедерацій: 2013
- Переможець Суперкласіко де лас Амерікас: 2012

«Шахтар»
- Чемпіон України: 2013-14, 2016-17, 2017-18
- Володар кубка України: 2015-16, 2016-17
- Володар Суперкубка України: 2014, 2015, 2017

### Особисті
Найкращий бомбардир ліги Мінейро (2010)